# Côte d'Ivoire aux Jeux olympiques d'été de 2012
La Côte d'Ivoire a participé aux Jeux olympiques d'été de 2012 à Londres au Royaume-Uni du 27 juillet au 12 août 2012. Il s'agissait de sa 12e participation à des Jeux d'été.

## Athlétisme
Les athlètes de la Côte d'Ivoire ont jusqu'ici atteint les minima de qualification dans les épreuves d'athlétisme suivantes (pour chaque épreuve, un pays pouvait engager trois athlètes à condition qu'ils aient réussi chacun les minima A de qualification, un seul athlète par nation était inscrit sur la liste de départ si seuls les minima B étaient réussis),.
Minima A réalisé par trois athlètes (ou plus)
- Aucun

Minima A réalisé par deux athlètes
- Aucun

Minima A réalisé par un athlète
- Aucun

Minima B réalisé par un athlète (ou plus)
- 100 mètres hommes
- 200 mètres hommes

Hommes
Courses
| Athlète           | Épreuve | Séries   | Séries | Quarts de finale | Quarts de finale | Demi-finales | Demi-finales | Finale   | Finale |
| Athlète           | Épreuve | Résultat | Rang   | Résultat         | Rang             | Résultat     | Rang         | Résultat | Rang   |
| ----------------- | ------- | -------- | ------ | ---------------- | ---------------- | ------------ | ------------ | -------- | ------ |
| Ben Youssef Meite | 100 m   | Exempt   | Exempt | 10.06            | 6e               | 10.13        | 16e          | NC       | NC     |
| Ben Youssef Meite | 200 m   | NC       | NC     | DNS              | -                | NC           | NC           | NC       | NC     |

Femmes
Courses
| Athlète           | Épreuve     | Séries   | Séries | Quarts de finale | Quarts de finale | Demi-finales | Demi-finales | Finale   | Finale |
| Athlète           | Épreuve     | Résultat | Rang   | Résultat         | Rang             | Résultat     | Rang         | Résultat | Rang   |
| ----------------- | ----------- | -------- | ------ | ---------------- | ---------------- | ------------ | ------------ | -------- | ------ |
| Murielle Ahoure   | 100 m       | Exempt   | Exempt | 10.99            | 6e               | 11.01        | 8e           | 11.00    | 7e     |
| Murielle Ahoure   | 200 m       | NC       | NC     | 22.55            | 2e               | 22.49        | 6e           | 22.57    | 6e     |
| Rosvitha Okou     | 100 m haies | NC       | NC     | 13.62            | 36e              | NC           | NC           | NC       | NC     |
| Marie-José Ta Lou | 200 m       | NC       | NC     | NC               | NC               | NC           | NC           | NC       | NC     |

## Judo
| Athlète       | Compétition    | 1/16 de finale             | 1/8 de finale       | Quarts de finale    | Demi-finales        | Repêchage 1         | Repêchage 2         | Finale              | Finale |
| Athlète       | Compétition    | Adversaire Résultat        | Adversaire Résultat | Adversaire Résultat | Adversaire Résultat | Adversaire Résultat | Adversaire Résultat | Adversaire Résultat | Rang   |
| ------------- | -------------- | -------------------------- | ------------------- | ------------------- | ------------------- | ------------------- | ------------------- | ------------------- | ------ |
| Kinapeya Kone | Moins de 90 kg | Dmitri Gerasimenko 000-100 | NC                  | NC                  | NC                  | NC                  | NC                  | NC                  | NC     |

## Lutte
Femmes
Lutte libre
| Athlète     | Compétition    | 1/16 de finale      | 1/8 de finale            | Quarts de finale    | Demi-finales        | Repêchage 1         | Repêchage 2         | Finale              | Finale |
| Athlète     | Compétition    | Adversaire Résultat | Adversaire Résultat      | Adversaire Résultat | Adversaire Résultat | Adversaire Résultat | Adversaire Résultat | Adversaire Résultat | Rang   |
| ----------- | -------------- | ------------------- | ------------------------ | ------------------- | ------------------- | ------------------- | ------------------- | ------------------- | ------ |
| Tanoh Benie | Moins de 48 kg | Exempt              | Isabelle Sambou 0-7; 0-6 | NC                  | NC                  | NC                  | NC                  | NC                  | 19e    |

## Natation
| Athlète      | Épreuve         | Séries | Séries | Demi-finales | Demi-finales | Finale | Finale |
| Athlète      | Épreuve         | Temps  | Rang   | Temps        | Rang         | Temps  | Rang   |
| ------------ | --------------- | ------ | ------ | ------------ | ------------ | ------ | ------ |
| Kouassi Brou | 50 m nage libre | 25.82  | 44e    | NC           | NC           | NC     | NC     |

| Athlète      | Épreuve         | Séries | Séries | Demi-finales | Demi-finales | Finale | Finale |
| Athlète      | Épreuve         | Temps  | Rang   | Temps        | Rang         | Temps  | Rang   |
| ------------ | --------------- | ------ | ------ | ------------ | ------------ | ------ | ------ |
| Assita Touré | 50 m nage libre | 33.09  | 66e    | NC           | NC           | NC     | NC     |

## Taekwondo
Femmes
| Athlète     | Compétition | 1/8 de finale        | Quarts de finale    | Demi-finales        | Repêchage 1         | Repêchage 2         | Finale              | Finale |
| Athlète     | Compétition | Adversaire Résultat  | Adversaire Résultat | Adversaire Résultat | Adversaire Résultat | Adversaire Résultat | Adversaire Résultat | Rang   |
| ----------- | ----------- | -------------------- | ------------------- | ------------------- | ------------------- | ------------------- | ------------------- | ------ |
| Ruth Gbagbi | -67 kg      | Hwang Kyung-seon 1-4 | NC                  | NC                  | Helena Fromm 3-4    | NC                  | NC                  | NC     |

## Tir à l'arc
| Athlète          | Compétition       | Tour préliminaire | Tour préliminaire | 1er tour                                             | 2e tour          | 3e tour          | Quarts de finale | Demi-finales     | Finale           | Finale |
| Athlète          | Compétition       | Score             | Rang              | Adversaire Score                                     | Adversaire Score | Adversaire Score | Adversaire Score | Adversaire Score | Adversaire Score | Rang   |
| ---------------- | ----------------- | ----------------- | ----------------- | ---------------------------------------------------- | ---------------- | ---------------- | ---------------- | ---------------- | ---------------- | ------ |
| Philippe Kouassi | Individuel hommes | 638               | 59e               | Gaël Prevost 4-6 (25-23, 24-26, 26-26, 26-26, 23-29) | NC               | NC               | NC               | NC               | NC               | NC     |